# 小行星3458
小行星3458（3458 Boduognat）是一颗绕太阳运转的小行星，为主小行星带小行星。该小行星于1985年9月7日发现。

## 轨道参数
小行星3458的轨道半长轴为2.4508894 UA，离心率为0.154。